# 喧嘩番長Bros. トーキョーバトルロイヤル
『喧嘩番長Bros. トーキョーバトルロイヤル』（ケンカバンチョウ ブロス トーキョーバトルロイヤル）は、2012年6月21日にスパイク・チュンソフトから発売されたPlayStation Portable用アクションアドベンチャーゲーム。CERO12歳以上対象。

## 概要
喧嘩番長シリーズの外伝作品。
舞台は『塔京（とうきょう/Toukyou）』。
ストーリーへの直接的関わりは薄いが『喧嘩番長3 全国制覇』から『喧嘩番長5 漢の法則』に登場した一部を除く戦闘可能な登場人物のほとんどが登場する。
前作『喧嘩番長5 漢の法則』に引き続き『ジーンズメイト』、『本家かまどや』、『餃子の王将』とタイアップしゲーム内に店舗が展開しゲーム内で使用可能なアイテムや衣類等の買い物が可能。イメージキャラクターには『喧嘩番長4 一年戦争』からのイメージキャラクター『南明奈』を起用。オープニングのテーマソングはキマグレンの『PRIDE』。

## システム
喧嘩番長シリーズ初のダブル主人公であり、ミッションによりどちらの主人公を操作するか選択可能で財布や服も分けられている。従来の喧嘩番長シリーズの様なストーリー進行形式ではなく、ミッションを選択し達成し進んでいくミッション形式が採用されている。タンカバトルは共にメンチを切っている敵や仲間の誰よりも早くタンカを切る事が要求されシステムも喧嘩番長5から一新された。また、椅子の近くで気合溜めを行うと椅子に座るというギミックが無くなった。
キャラクターカスタマイズパーツ（服、アクセサリー、髪型、肌色等）は1000種類以上であり、主人公の二人以外にもヒロイン二人の服装も自由に変更が可能。
アクションには新たに『マブダチスペシャル』と『マブダチコンボ』が追加された。

## ストーリー
地元では負けなしのコンビ・真田一輝と高屋康介が高校の修学旅行に来たのは開業したばかりの塔京スカイタワーに沸く街『塔京』。そこには全国47都道府県から同じ修学旅行で塔京に来ていた喧嘩自慢の強者達が勢揃いしていた。

## 登場人物

### スパチュン高校
真田 一輝（さなだ かずき）
本作の主人公の一人。スパチュン高校二年生。相田理沙からは『カーくん』と呼ばれている。
両親が転勤族であり、幼少時から転校を繰り返し友達が一人もいなく好戦的な性格から転校先での喧嘩が絶えなかった。中学二年の終わりに今の地元に引越しいつも同じように高屋康介と喧嘩をするがいままで一方的に勝利を収めていたが初めて幾度と無く康介と拳を交わしお互いに認め合い行動を共にするようになった。高校一年の春に再び両親の転勤が決まるが両親を説得し一人暮らしを開始し初めて地元を作った。高校生活も喧嘩の毎日であったが理由は友達作りへの一環と変わった。成績は下から二番目。
無類の喧嘩好きで好戦的ではあるが普段は冷静であり軟派な康介に呆れたりからかったりする。
マブダチスペシャルは『ゴールデンコンビ』。
高屋 康介（たかや こうすけ）
本作の主人公の一人。スパチュン高校二年生。相田理沙からは『コーちゃん』と呼ばれている。
いたずら好きのガキ大将がそのまま大きくなったような高校二年生。父は幼い頃に失踪し母親と二人暮らしをしている。生来地元で暮らしており、愛郷心が強い。真田一輝との出会いは中学二年の終わりに引越して来た一輝が先輩に絡まれているのを助けようと声を掛けた所、一輝が邪魔されたと勘違いしいきなり殴られた所から始まった。それ以来幾度と無く拳を交わしお互いを認め合い親友となる。幼馴染の相田理沙に片思いしている。成績は最下位。
一輝とは異なり女好きな軟派な男ではあるがアツくなると一輝にすら止められない。女好きである為、色仕掛けに弱い。
マブダチスペシャルは『ゴールデンコンビ』。
相田 理沙（あいだ りさ）
本作のヒロインの一人。スパチュン高校二年生。バスケットボール部所属。真田一輝からは『相田』、高屋康介からは『理沙』と呼ばれている。
高屋康介の幼馴染で自分に対して片思いしている康介の気持ちは分かっているが幼馴染以上に見る事が出来ない。一輝とは康介を通して中学時代に知り合い一輝に一目惚れし一人暮らしである一輝の世話を焼きたがる。

### 47都道府県番長

#### 北海道・東北地方
樋口 政男（ひぐち まさお）
北海道の番長。顔の右側に子供の頃、熊と格闘しつけられた引掻き傷がある。顔の傷と声の大きさ故に誤解を受け友達が出来ないが実は普通の人間。
地元スペシャルは『ベアーズタフネス』。マブダチスペシャルは『カムイアタック』。
相馬 玲子（あいば れいこ）
青森県の番長。ミステリアスな雰囲気を持ち、男を祓う事ができる。
地元スペシャルは『裸刹鋭ラッシュ』。マブダチスペシャルは『根性退散の儀』。
熊谷 将太（くまがい しょうた）
岩手県の番長。
地元スペシャルは『三ツ石の鬼手形』。マブダチスペシャルは『腕鼓パンチ』。
菊地 雅春（きくち まさはる）
宮城県の番長。
地元スペシャルは『伊達男のやせ我慢』。マブダチスペシャルは『頭ン打餅つき』。
三浦 大悟（みうら だいご）
秋田県の番長。ボクサーの様な男。
地元スペシャルは『イネガーボイス』。マブダチスペシャルは『肉サンドバッグ』。
伊藤 鶴之助（いとう つるのすけ）
山形県の番長。両極国技館で相撲を取る事を目指して曲げを結った巨漢。
地元スペシャルは『ワンツーチェリー』。マブダチスペシャルは『ぶつかり稽古』。
菅野 邦男（かんの くにお）
福島県の番長。
地元スペシャルは『紅牛頭突き』。マブダチスペシャルは『ツインストーム』

#### 関東地方
綿引 晶（わたびき あきら）
茨城県の番長。舎弟を妹と呼び、かわいがっている。
地元スペシャルは『絶対権力の印』。マブダチスペシャルは『気合注入』。
手塚 徹（てずか とおる）
栃木県の番長。
かつてプロ野球選手を目指し野球に明け暮れていたが、頂点に建てるのはほんの一握りである事に気付き野球をやめるが、後に大学野球でやり直す事を決意する。頭がいい為、大学進学も視野に入っている。
地元スペシャルは『腐苦屁剥ぎ』。マブダチスペシャルは『犠牲怖雷』。
北爪 俊介（きたづめ しゅんすけ）
群馬県の番長。彼女の尻に敷かれており顔に傷がつくと嫌がられる為、顔を殴れる事を恐れている。
地元スペシャルは『マンマワールド』。マブダチスペシャルは『願掛けダルマ』。
岩崎 剛（いわさき つよし）
埼玉県の番長。痛いのと血が苦手。
地元スペシャルは『砕命の一撃』。マブダチスペシャルは『砕魂シュート』。
佐久間 尊信（さくま たかのぶ）
千葉県の番長。暴走族・千葉統一連合（千葉連）の総長。
地元スペシャルは『フラワーライフドロップ』。マブダチスペシャルは『ケツもちロデオ』。
弘中 蓮（ひろなか れん）
東京都の番長。
地元スペシャルは『トリプルスリーアップ』。マブダチスペシャルは『タッグツリー』。
相模 亮太（さがみ りょうた）
神奈川県の番長。
地元スペシャルは『タワーボム』。マブダチスペシャルは『丘サーフィン』。

#### 中部地方
稲垣 匠（いながき たくみ）
富山県の番長。
地元スペシャルは『火樽威華』。マブダチスペシャルは『スーパーヒーロー』。
西出 大智（にしいで だいち）
石川県の番長。やる気は無いが喧嘩が強く石川県で敵無しである為、調子に乗っており回りから影で悪口を言われている。
地元スペシャルは『百万石パワー』。マブダチスペシャルは『切股祭り』。
白崎 駿（しろさき しゅん）
福井県の番長。修学旅行の為にとっておきの服を仕立てて来たが、気合が入りすぎて居たため、空港で没収されたのでジャージを着ている。
地元スペシャルは『ダイナソーズ・テイルフック』。マブダチスペシャルは『ダブルドロップキック』。
峡中 航平（きょうちゅう こうへい）
山梨県の番長。見た目はチャラい。喧嘩はあまり強くないようだが、兄を後盾に不良達を服従させている。
地元スペシャルは『不死夜魔』。マブダチスペシャルは『不死夜魔ボルケーノ』。
轟 優斗（とどろき ゆうと）
長野県の番長。自らを犠牲にしても舎弟を庇おうとするなど、舎弟をとても大事にする男。
地元スペシャルは『御神渡りチョップ』。マブダチスペシャルは『アルプス・ボム』。
曽我 八海（そが はっかい）
新潟県の番長。見た目は暴力団員そのものという厳ついものだが17歳の高校生。塔京スカイタワーを一目見る為、アルバイトで金を貯め友人と共に塔京まで来た。
地元スペシャルは『俵かつぎ投げ』。マブダチスペシャルは『人類みな兄弟』。
塩谷 直希（しおたに なおき）
岐阜県の番長。
地元スペシャルは『合掌天下割り』。マブダチスペシャルは『八の字固め』。
望月 誠也（もちづき せいや）
静岡県の番長。『静岡の司令塔』を名乗る。勝つために手段を選ばない戦略家で作戦に沿った喧嘩を行う。中学時代は県の選抜であったが膝を怪我した。
地元スペシャルは『イラプティブ・不慈夜魔』。マブダチスペシャルは『ツインシュート』。
金宮 翼（かなみや つばさ）
愛知県の番長。
地元スペシャルは『鯱インフェルノ』。マブダチスペシャルは『成金根性』。

#### 近畿地方
城山 大輝（しろやま だいき）
三重県の番長。獲物を狩る鷹の様な目をした危険人物。同性愛者の様な素振りを見せる。
地元スペシャルは『伊勢海老キック』。マブダチスペシャルは『ダチゴマ』。
本郷 陸（ほんごう りく）
滋賀県の番長。『滋賀の忍』を称する。突然後ろに立っていたり突然姿を消したりすることができる。本物の忍者かは不明。後に山口県番長の西京尚也を影で支える事を誓う。
地元スペシャルは『オオナマズシェイカー』。マブダチスペシャルは『人間手裏剣』。
西陣 大輔（にしじん だいすけ）
京都府の番長。都が京都府から移り、塔京に日本一高い塔が建つ事を憂いており塔京の喧嘩祭りを機に京都再興を図る。
地元スペシャルは『僧兵拳狩り』。マブダチスペシャルは『大の字扇』。
豊崎 淳文（とよざき あつふみ）
大阪府の番長。
地元スペシャルは『那弐和ボケ倒し』。マブダチスペシャルは『お約束』。
射延 圭吾（いのべ けいご）
兵庫県の番長。エリート志向が強く、知性や品格だけではなくリーダーシップと力を兼ね備えていると自負している。来年から塔大に入り日本のトップになることを目指している。
地元スペシャルは『ウォーターフロントキック』。マブダチスペシャルは『首狩り』。
辰巳 樹（たつみ いつき）
奈良県の番長。
地元スペシャルは『後光座禅ドロップ』。マブダチスペシャルは『鐘楼頭突き』。
榎本 虎太郎（えのもと こたろう）
和歌山県の番長。「ありすたん」こと、荻野目ありすの狂信的ファンであり、荻野目ありすの絵が背中に描かれた白ランに、サングラスを掛けた気合の入った格好をしていて喧嘩も強い。不良を『リア充DQN』と称し忌み嫌い、聖地『亜鬼破原』が汚される事を嫌う。後に滋賀県番長の本郷陸の忍術に感動し弟子入りする。
地元スペシャルは『熊野古掌底』。マブダチスペシャルは『オタ芸ダンス』。

#### 中国・四国地方
景山 隼（かげやま はやと）
鳥取県の番長。
地元スペシャルは『鬼夜眠瑠イリュージョン』。マブダチスペシャルは『ラム・パルチャギ』。
澄川 千枝理（すみかわ ちえり）
島根県の番長。
地元スペシャルは『愛の三段落とし』。マブダチスペシャルは『愛の三角関係』。
妹尾 諒（いもお りょう）
岡山県の番長。
地元スペシャルは『ISKスリーアミーゴ』。マブダチスペシャルは『ピーチクラッシュ』。
黒田 聡（くろだ さとし）
広島県の番長。
地元スペシャルは『本場の凄み』。マブダチスペシャルは『俺ごと貫け』。
西京 尚也（さいきょう なおや）
山口県の番長。父親は国改議員で、腐りきった政界を正す為に父親襲撃を企てる。
地元スペシャルは『虎怖愚プレス』。マブダチスペシャルは『巌流島ボンバー』。
美馬 光（みうま ひかる）
徳島県の番長。
地元スペシャルは『ヨイヨイダンス』。マブダチスペシャルは『スクラムダッシュ』。
真鍋 貴明（まなべ たかあき）
香川県の番長。
地元スペシャルは『グルテンツイスト』。マブダチスペシャルは『求愛』。
越智 信吾（おち しんご）
愛媛県の番長。メジャーデビューを目指すロッカー。
地元スペシャルは『イヨカンナックル』。マブダチスペシャルは『デスリサイタル』。
小笠原 陽（おがさわら よう）
高知県の番長。
地元スペシャルは『カツオタタキ』。マブダチスペシャルは『ダブルカツオたたき』。

#### 九州・沖縄地方
古賀 和馬（こが かずま）
福岡県の番長。
地元スペシャルは『ブタ鼻チョーパン』。マブダチスペシャルは『二人山笠』。
一ノ瀬 泰士（いちのせ たいし）
佐賀県の番長。魚の様な顔をしている。地元では女性人気が高いらしい。愛郷心が強く、佐賀県が一番であり佐賀県を日本の中心にするという野望を持っている。
地元スペシャルは『ムツゴロウ十字飛び込み』。マブダチスペシャルは『ムツゴロウクロスコンビ』。
浦 教正（うら のりまさ）
長崎県の番長。
地元スペシャルは『キャノン南蛮ブロウ』。マブダチスペシャルは『人間踏み絵』。
園田 宗一郎（そのだ そういちろう）
熊本県の番長。
地元スペシャルは『カルデラヘッドバット』。マブダチスペシャルは『カルデラスマッシュ』。
梅木 稔（うめき みのる）
大分県の番長。
地元スペシャルは『ヘルラウンドパンチ』。マブダチスペシャルは『新地獄ボーリング』。
日高 史也（ひだか ふみや）
宮崎県の番長。肥満体ではあるが、顔のパーツ一つ一つは美形で女好き。
地元スペシャルは『エクスペンシブサンパンチ』。マブダチスペシャルは『ダチスイング』。
鮫島 和樹（さめじま よりき）
鹿児島県の番長。
地元スペシャルは『ロケットスマッシュパンチ』。マブダチスペシャルは『ツープラトン腕ひしぎ』。
ジャクソン 丈治（じゃくそん じょうじ）
沖縄県の番長。ハーフであり良く外国人と間違われる。
地元スペシャルは『カラティ』。マブダチスペシャルは『テイクオフ』。

### 喧嘩番長3 全国制覇
各キャラクターの詳しい設定については『喧嘩番長3 全国制覇』を参照。

#### 47都道府県番長OB
かつて郷都で大暴れした全国の喧嘩番長達。
羽二生 熊十郎（はにゅう くまじゅうろう）
北海道の番長OB。
地元スペシャルは『ベアーズタフネス』。
葛西 健吾（かさい けんご）
青森県の番長OB。
地元スペシャルは『裸刹鋭ラッシュ』。
久慈 京平（くじ きょうへい）
岩手県の番長OB。
地元スペシャルは『三ツ石の鬼手形』。
相沢 一朗（あいざわ いちろう）
宮城県の番長OB。
地元スペシャルは『伊達男のやせ我慢』。
草薙 憲次（くさなぎ けんじ）
秋田県の番長OB。
地元スペシャルは『イネガーボイス』。
星川 拓也（ほしかわ たくや）
山形県の番長OB。
地元スペシャルは『ワンツーチェリー』。
宍戸 亮二（ししど りょうじ）
福島県の番長OB。
地元スペシャルは『紅牛頭突き』。
鬼沢 篤志（おにざわ あつし）
茨城県の番長OB。
地元スペシャルは『絶対権力の印』。
阿久津 淳哉（あくつ じゅんや）
栃木県の番長OB。
地元スペシャルは『腐苦屁剥ぎ』。
神宮 紗代（じんぐう さよ）
群馬県の番長OB。
地元スペシャルは『マンマワールド』。
新井 尚也（あらい なおや）
埼玉県の番長OB。
地元スペシャルは『砕命の一撃』。
篠塚 直樹（しのづか なおき）
千葉県の番長OB。
地元スペシャルは『フラワーライフドロップ』。
本橋 政志（ほんばし　まさし）
東京都の番長OB。
地元スペシャルは『トリプルスリーアップ』。
新倉 和也（にいくら かずや）
神奈川県の番長OB。
地元スペシャルは『タワーボム』。
有沢 勇次（ありさわ ゆうじ）
富山県の番長OB。
地元スペシャルは『火樽威華』。
谷内 達也（たにうち たつや）
石川県の番長OB。
地元スペシャルは『百万石パワー』。
白崎 信夫（しらさき のぶお）
福井県の番長OB。
地元スペシャルは『ダイナソーズ・テイルフック』。
大芝 浅吾（おおしば あさご）
山梨県の番長OB。
地元スペシャルは『不死夜魔』。
勝野 忠信（かつの ただのぶ）
長野県の番長OB。
地元スペシャルは『御神渡りチョップ』。
笹川 圭介（ささがわ けいすけ）
新潟県の番長OB。
地元スペシャルは『俵かつぎ投げ』。
馬渕 浩二（まぶち こうじ）
岐阜県の番長OB。
地元スペシャルは『合掌天下割り』。
曽根 恭次（そね きょうじ）
静岡県の番長OB。
地元スペシャルは『イラプティブ・不慈夜魔』。
犬飼 浩輝（いぬかい ひろき）
愛知県の番長OB。
地元スペシャルは『鯱インフェルノ』。
浜地 典孝（はまじ のりたか）
三重県の番長OB。
地元スペシャルは『伊勢海老キック』。
西堀 竜介（にしほり りゅうすけ）
滋賀県の番長OB。
地元スペシャルは『オオナマズシェイカー』。
四方 浩之（しかた ひろゆき）
京都府の番長OB。
地元スペシャルは『僧兵拳狩り』。
乾 一（いぬい はじめ）
大阪府の番長OB。
地元スペシャルは『那弐和ボケ倒し』。
田淵 優（たぶち すぐる）
兵庫県の番長OB。
地元スペシャルは『ウォーターフロントキック』。
福西 大輔（ふくにし だいすけ）
奈良県の番長OB。
地元スペシャルは『後光座禅ドロップ』。
古久保 龍司（ふるくぼ りゅうじ）
和歌山県の番長OB。
地元スペシャルは『熊野古掌底』。
都田 秀平（みやこだ しゅうへい）
鳥取県の番長OB。
地元スペシャルは『鬼夜眠瑠イリュージョン』。
澄川 愛理（すみかわ えり）
島根県の番長OB。
地元スペシャルは『愛の三段落とし』。
黒住 太郎（くろずみ たろう）
岡山県の番長OB。
地元スペシャルは『ISKスリーアミーゴ』。
神原 大悟（かんばら だいご）
広島県の番長OB。
地元スペシャルは『本場の凄み』。
福田 寅吉（ふぐた とらきち）
山口県の番長OB。
地元スペシャルは『虎怖愚プレス』。
天羽 真也（あもう しんや）
徳島県の番長OB。
地元スペシャルは『ヨイヨイダンス』。
田尾 正輝（たお まさき）
香川県の番長OB。
地元スペシャルは『グルテンツイスト』。
曽我部 充（そがべ みつる）
愛媛県の番長OB。
地元スペシャルは『イヨカンナックル』。
刈谷 庸介（かりや ようすけ）
高知県の番長OB。
地元スペシャルは『カツオタタキ』。
石松 謙太（いしまつ けんた）
福岡県の番長OB。
地元スペシャルは『ブタ鼻チョーパン』。
陣内 利樹（じんない としき）
佐賀県の番長OB。
地元スペシャルは『ムツゴロウ十字飛び込み』。
深堀 鉄也（ふかほり てつや）
長崎県の番長OB。
地元スペシャルは『キャノン南蛮ブロウ』。
古閑 孝一（こが こういち）
熊本県の番長OB。
地元スペシャルは『カルデラヘッドバット』。
御手洗　明（みたらいあきら）
大分県の番長OB。
地元スペシャルは『ヘルラウンドパンチ』。
金丸 真吾（かねまる しんご）
宮崎県の番長OB。
地元スペシャルは『エクスペンシブサンパンチ』。
加冶屋 隆盛（かじや たかもり）
鹿児島県の番長OB。
地元スペシャルは『ロケットスマッシュパンチ』。
比嘉 茂則（ひが しげのり）
沖縄県の番長OB。
地元スペシャルは『カラティ』。

#### 新撰組
近藤 勇（こんどう いさみ）
新撰組総長。
地元スペシャルは『誠の気合』。
土方 歳三（ひじかた としぞう）
新撰組副長。
地元スペシャルは『獣王無刃』。
沖田 総司（おきた そうじ）
新撰組。
地元スペシャルは『三段突き』。

#### その他
伊東 甲子太郎（いとう かしたろう）
ニセ新撰組。
地元スペシャルは『伊東の最後っ屁』。
沢北 洋平（さわきた ようへい）
坂本タカシの友人。

### 喧嘩番長4 一年戦争
各キャラクターの詳しい設定については『喧嘩番長4 一年戦争』を御覧下さい。

#### 紅南高校
阿久津 栄一（あくつ えいいち）
紅南高校の番長。
地元スペシャルは『漢の拳』。
鬼島 耕平（おにじま こうへい）
紅南高校。
地元スペシャルは『無差別フェロモン』。
多胡 大輔（たこ だいすけ）
紅南高校。
地元スペシャルは『大盛り肉団子』。
三沢 誠司（みさわ せいじ）
紅南高校。
地元スペシャルは『心臓破り』。
反町 一也（そりまち かずや）
紅南高校。
地元スペシャルは『スタンガン？』。
袴田 雅利（はかまだ まさとし）
紅南高校。
地元スペシャルは『バーサークパンチ』。
小澤 健也（おざわ けんや）
紅南高校。
地元スペシャルは『格付け』。
柿崎 大二郎（かきざき だいじろう）
紅南高校。
地元スペシャルは『禁断の愛情ハグ』。
諸星 総一朗（もろぼし そういちろう）
紅南高校。
地元スペシャルは『絶対回避』。
八神 真（やがみ しん）
紅南高校。
地元スペシャルは『絞首刑』。
氷室 裕樹（ひむろ ゆうき）
紅南高校。
地元スペシャルは『目潰し』。
葛城 元（かつらぎ げん）
紅南高校。
地元スペシャルは『剃刀キック』。
森 圭太（もり けいた）
紅南高校。
地元スペシャルは『ツバメ返し』。
川上 正二（かわかみ しょうじ）
紅南高校。
地元スペシャルは『コダワリの化石頭』。
山口 賢治（やまぐち けんじ）
紅南高校。
地元スペシャルは『無敵の蹴り』。

#### その他
三上 広吉（みかみ ひろよし）
元紅南高校。
地元スペシャルは『人間パントキック』。
菊田 真澄（きくた ますみ）
元紅南高校。
地元スペシャルは『凶気の鉄槌』。
黒岩 明光（くろいわ あきみつ）
紅北高校の番長。
地元スペシャルは『紅北の魂』
工藤 晶久（くどう あきひさ）
刃華羅総長。
地元スペシャルは『徒歩暴走』。
真壁 弘道（まかべ ひろみち）
WASP(ワスプ)。
地元スペシャルは『ヘッドスピンキック』。
小野田 徹平（おのだ てっぺい）
紅南二中。
地元スペシャルは『嫉妬の炎』。
笹野 美保（ささの みほ）
花百合学院。
地元スペシャルは『乙女の貫手』。
篠原 優（しのはら ゆう）
花百合学院。
地元スペシャルは『全否定』。

### 喧嘩番長5 漢の法則
各キャラクターの詳しい設定については『喧嘩番長5 漢の法則』を御覧下さい。

#### 鶴目高校
高津 昇吾（たかつ しょうご）
鶴目高校。
地元スペシャルは『鶴目の魂（つるめソウル）』。
進藤 大志（しんどう たいし）
鶴目高校。
地元スペシャルは『トルネードソバット』。
矢沢 弘二（やざわ こうじ）
鶴目高校。
地元スペシャルは『顔面つぶし』。
若宮 友弘（わかみや ともひろ）
鶴目高校。
地元スペシャルは『ラッキーパンチ』。
菅原 雅人（すがわら まさと）
鶴目高校。
地元スペシャルは『不意打ちキック』。
久保 信也（くぼ しんや）
鶴目高校野球部。
地元スペシャルは『剛速球』。
足立 駿（あだち しゅん）
鶴目高校野球部。
地元スペシャルは『カッタースライディング』。
浜口 宗太（はなぐち そうた）
鶴目高校野球部。喧嘩番長5とは異なり髪の色が金髪。
地元スペシャルは『全力疾走』。

#### 白金学院
宇都宮 学（うつのみや まなぶ）
白金学院。
地元スペシャルは『メリケンパンチ』。
五味 智之（ごみ ともゆき）
白金学院。
地元スペシャルは『サンチン立ち』。
緒方 渉（おがた わたる）
白金学院。
地元スペシャルは『ぐるぐるパンチEX』。

#### 紅北高校
加納 健二（かのう けんじ）
紅北高校番長。
地元スペシャルは『紅北の魂』。
船木 恭一（ふなぎ きょういち）
紅北高校。
地元スペシャルは『激痛ももかん』。
宇治 義明（うじ よしあき）
紅北高校。
地元スペシャルは『無敵の肩パン』。
栗原 勇（くりはら いさむ）
紅北高校。
地元スペシャルは『新生・紅北の魂』。

#### 紅南高校
八神 真（やがみ しん）
紅南高校番長。
地元スペシャルは『真・絞首刑』。
葛城 元（かつらぎ げん）
紅南高校幹部。
地元スペシャルは『真・剃刀キック』。
森 圭太（もり けいた）
紅南高校幹部。
地元スペシャルは『真・ツバメ返し』。
川上 正二（かわかみ しょうじ）
紅南高校幹部。
地元スペシャルは『真・コダワリの化石頭』。
小野田 哲平（おのだ てっぺい）
紅南高校。
地元スペシャルは『気合の炎』。
立花 俊（たちばな しゅん）
紅南高校。
地元スペシャルは『オレの先輩はすげぇんだ』。
三沢 誠司（みさわ せいじ）
紅南高校相談役。
地元スペシャルは『心臓破り』。

#### 外関工業高校
国井 晃（くにい あきら）
外関工業高校番長。
地元スペシャルは『外関の気合』。
赤松 涼介（あかまつ りょうすけ）
外関工業高校。
地元スペシャルは『強制土下座』。
飯塚 真樹（いいづか まき）
外関工業高校。
地元スペシャルは『ゴースト・フック』。
福永 利之（ふくなが としゆき）
外関工業高校。
地元スペシャルは『埋葬スタンピング』。
岸 孝太郎（きし こうたろう）
外関工業高校。
地元スペシャルは『タッチダウン』。
大沢 猛（おおさわ たける）
外関工業高校。
地元スペシャルは『前髪むしり』。
武藤 英隆（むとう ひでたか）
外関工業高校。
地元スペシャルは『狂気の沙汰』。

#### パラダイス
名倉 祐樹（なぐら ゆうき）
パラダイスヘッド。
地元スペシャルは『人間バスケ』。
堀田 翔（ほった しょう）
パラダイス幹部。
地元スペシャルは『ダンスステップ』。
土橋 克己（どばし かつみ）
パラダイス幹部。
地元スペシャルは『ダッシュダブルラリアット』。

#### 骸
池谷 慎吾（いけたに しんご）
骸ヘッド。
地元スペシャルは『特殊警棒』。
片桐 一哉（かたぎり かずや）
骸幹部。
地元スペシャルは『秘密のワッパ』。

#### K.M.A
石丸 陸（いしまる りく）
K.M.Aヘッド
地元スペシャルは『RedZone』。
武井 将平（たけい しょうへい）
K.M.A副ヘッド。
地元スペシャルは『マックスターン』。
大須賀 竜蔵（おおすが りゅうぞう）
K.M.A幹部。
地元スペシャルは『バーンアウト』。
甲斐 慎之介（かい しんのすけ）
K.M.A幹部。
地元スペシャルは『直線番長』。

#### その他
山口 賢治（やまぐち けんじ）
元紅南高校。
地元スペシャルは『真・無敵の蹴り』。
諸星 総一郎（もろぼし そういちろう）
バーテン。
地元スペシャルは『絶対回避』。
上条 敦（かみじょう あつし）
パラダイス元ヘッド。
地元スペシャルは『スーパーマンパンチ』。
久我 庸介（くが ようすけ）
骸元ヘッド。
地元スペシャルは『静かなる衝動』。

## 地名・施設
- 塔京
  - 塔京駅前
  - 羽音田空港
  - 塔京タワー
    - 塔京タワー展望台

  - 千争寺
    - 麻草神成門

  - シブ谷
  - 塔京都庁
  - 両極国技館
  - お代場
  - 塔京ドリームシティ
  - 国改議事堂
  - 亜鬼破原
    - カフェ冥土
    - KKB劇場

  - 尽地
  - 光居外苑
  - 塔京大学
  - 塔京スカイタワー
    - 塔京スカイタワー展望台

## 主題歌
- テーマソング「PRIDE」　歌：キマグレン